# Handel wysokich częstotliwości
Handel wysokich częstotliwości (ang. high-frequency trading, HFT) – technika inwestowania polegająca na zawieraniu wielu transakcji giełdowych w jak najkrótszym czasie, z wykorzystaniem specjalnie zaprogramowanych komputerów, które na podstawie algorytmów decyzyjnych automatycznie dokonują transakcji. Dla inwestorów wykorzystujących HFT znaczenie może mieć każda milisekunda (opóźnienie w reakcji może oznaczać, że transakcję przeprowadzi ktoś inny).
W handlu wysokich częstotliwości zysk z jednej transakcji może nie przekraczać ułamkowych części grosza (lub jednego pipsa w przypadku transakcji Forex). Cechą charakterystyczną HFT jest bardzo krótki czas między kupnem i sprzedażą danego instrumentu (czas liczony w milisekundach).
Szacuje się, że w 2009 HFT było odpowiedzialne za około 65% wolumenu na amerykańskich rynkach kapitałowych. Po 3 latach udział ten spadł do 50%.